# Muscle oblique de l'auricule
Le muscle oblique de l'auricule ( ou muscle oblique du pavillon ) est un muscle cutané intrinsèque de l'oreille.
Il se compose de quelques fibres sur la face interne du pavillon s'étendant de la fosse de l'anthélix à la partie supérieure de la conque.